# Эмодзи
Эмо́дзи (от яп. 絵 э — «картинка» и 文字 модзи — «знак», «символ»; произношение: [emoʥi]; также эмо́джи) — язык идеограмм и смайликов, используемый в электронных сообщениях и веб-страницах, а также сами пиктограммы. Этот графический язык, где вместо слов используются сочетания картинок, появился в Японии и распространился по всему миру. Изначально эмодзи выглядел как язык пиктограмм, где символы использовались так же, как и в ASCII-эмотиконах, но имели более широкий диапазон употребления, а сами иконки были стандартизированы в клавиатуре, которая стала доступна на мобильных устройствах. Некоторые символы эмодзи имеют специфическое значение в японской культуре: например, кланяющийся бизнесмен, иоритэн, белый цветок, обозначающий «блестяще выполненное домашнее задание», или группа символов для обозначения популярной еды: рамэн, данго, онигири и суши.
В отличие от эмодзи, эмотиконы возникли как средство изображения эмоций существующими типографическими средствами по инициативе пользователей. Тем не менее некоторые эмодзи, обозначающие лица, относят к эмотиконам.

## История
Первые эмодзи создал в 1998 или 1999 году Сигэтака Курита — член группы, работавшей над созданием платформы мобильного Интернета i-mode, которая была запущена в сети оператора NTT DoCoMo. Первый набор из 172 символов эмодзи размером 12×12 пикселей был разработан в составе функций обмена сообщениями для i-mode с целью облегчения электронного общения и стал характерной особенностью, отличающей эту платформу от других служб.
Однако в 1997 году Николя Лауфрани, обратив внимание на рост популярности ASCII-эмотиконов в мобильных технологиях, начал экспериментировать с анимированными смайликами с целью создания красочных значков, которые соответствовали бы существовавшим изначально ASCII-эмотиконам, состоящим из простых знаков препинания, чтобы усовершенствовать их для более интерактивного использования в цифровом общении. Из них Лауфрани создал первые графические эмотиконы и составил онлайн-словарь эмотиконов, разбитый на отдельные категории: «Классические», «Эмоции», «Флаги», «Праздники», «Развлечения», «Спорт», «Погода», «Животные», «Еда», «Национальности», «Профессии», «Планеты», «Зодиак», «Младенцы»; впервые эти изображения были зарегистрированы в 1997 году в Бюро регистрации авторских прав США. Впоследствии они были размещены в виде файлов .gif в Интернете в 1998 году и стали первыми в истории графическими эмотиконами, применяемыми в технологиях. В 2000 году «Каталог эмотиконов», созданный Лауфрани, стал доступен в Интернете для скачивания пользователями на сотовые телефоны через сайт smileydictionary.com, на котором было собрано более 1000 графических эмотиконов-смайликов и их ascii-версий. Этот же каталог впоследствии, в 2002 году, был опубликован в книге, вышедшей в издательстве Marabout под названием «Dico Smileys». В 2001 году компания Smiley начала лицензировать права на использование графических эмотиконов Лауфрани при скачивании эмотиконов на сотовые телефоны различными телекоммуникационными компаниями, в числе которых были Nokia, Motorola, Samsung, SFR (vodaphone) и Sky Telemedia.
Начиная с 2014 года 17 июля отмечается «Всемирный день эмодзи».

## Техническая поддержка
Три ведущих оператора связи в Японии (NTT docomo, SoftBank Mobile и au) вводили свои варианты клавиатуры эмодзи.
Хотя первоначально эмодзи были доступны только в Японии, некоторые их наборы были включены в Юникод, что позволило использовать их и в других странах. В результате в некоторых смартфонах с операционной системой Windows Phone и в серии iPhone от Apple был разрешён доступ к эмодзи. Они также появились в почтовом сервисе Gmail с апреля 2009 года. Операционная система для компьютеров производства Apple Mac OS X поддерживает эмодзи, начиная с версии Mac OS X 10.7 со шрифтом
Apple Color Emoji. В настоящее время многие популярные приложения для мгновенного обмена сообщениями, такие как WhatsApp, Telegram, Hangouts, Discord, Skype и ВКонтакте, также позволяют использовать наборы эмодзи.
Android-устройства поддерживают эмодзи по-разному в зависимости от версии операционной системы. Google добавил встроенную поддержку эмодзи к клавиатуре Google в ноябре 2013 года во все версии Android, начиная с Android 4.4. Некоторые приложения для обмена сообщениями, созданные для мобильных операционных систем Android сторонними разработчиками, также имеют подключаемые модули, позволяющие использовать эмодзи.
В системах Windows эмодзи поддерживаются шрифтом Segoe UI Emoji. Начиная с версии Windows 8.1 поддерживаются и цветные эмодзи.
Существуют свободные бесплатные шрифты с полной поддержкой эмодзи — например, Symbola.
Отображение эмодзи на разных устройствах происходит по-разному, что порой вызывает недопонимание между пользователями.
На таких операционных системах, как Windows 2000, Windows XP, Windows Vista и Windows 7, некоторые эмодзи не будут отображаться корректно — будет показан только небольшой квадратик.